# Turistická značená trasa 2704
 Turistická značená trasa č. 2704 měří 13,7 km; spojuje obec Ľubochňa s rozcestím Chabzdovou v pohoří Velká Fatra na Slovensku.

## Průběh trasy
Z obce Ľubochňa značka stoupá prudce k jihovýchodu, zpočátku v souběhu s naučnou stezkou Ľubochňa – Ľubochnianska dolina, podchází vrchol Kútnikov kopec a míjí rozcestí Nad Hlbokou. Přes Sedlo pod Červeným Grúňom pokračuje na vrchol Magura (1309 m. m. m.) a v záběru sklesává k rozcestí Chabzdová.
| Km   | Místo                     | Navazující a křižující trasy                                                          | Souřadnice                      | Nadm. výška  |
| ---- | ------------------------- | ------------------------------------------------------------------------------------- | ------------------------------- | ------------ |
| 0    | Ľubochňa                  | 0870 (Velkofatranská magistrála), 2722, Naučná stezka Ľubochňa – Ľubochnianska dolina | 49°7′13″ s. š., 19°10′ v. d.    | 451 m n. m.  |
| 4,8  | Kútnikov kopec, vyhliadka |                                                                                       | 49°5′49″ s. š., 19°10′32″ v. d. | 969 m n. m.  |
| 5,3  | Nad Hlbokou               | 8681, Naučná stezka Hubovský okruh                                                    | 49°5′42″ s. š., 19°10′56″ v. d. | 940 m n. m.  |
| 6,1  | Sedlo Poľana              | 8681, Naučná stezka Hubovský okruh                                                    | 49°5′28″ s. š., 19°11′28″ v. d. | 890 m n. m.  |
| 7,2  | Sedlo pod Červeným Grúňom | 5603                                                                                  | 49°4′57″ s. š., 19°11′31″ v. d. | 940 m n. m.  |
| 11,6 | Magura                    |                                                                                       | 49°3′12″ s. š., 19°12′16″ v. d. | 1309 m n. m. |
| 13,7 | rozcestí Chabzdová        | 8601, 0857                                                                            | 49°2′31″ s. š., 19°13′8″ v. d.  | 940 m n. m.  |

## Galerie

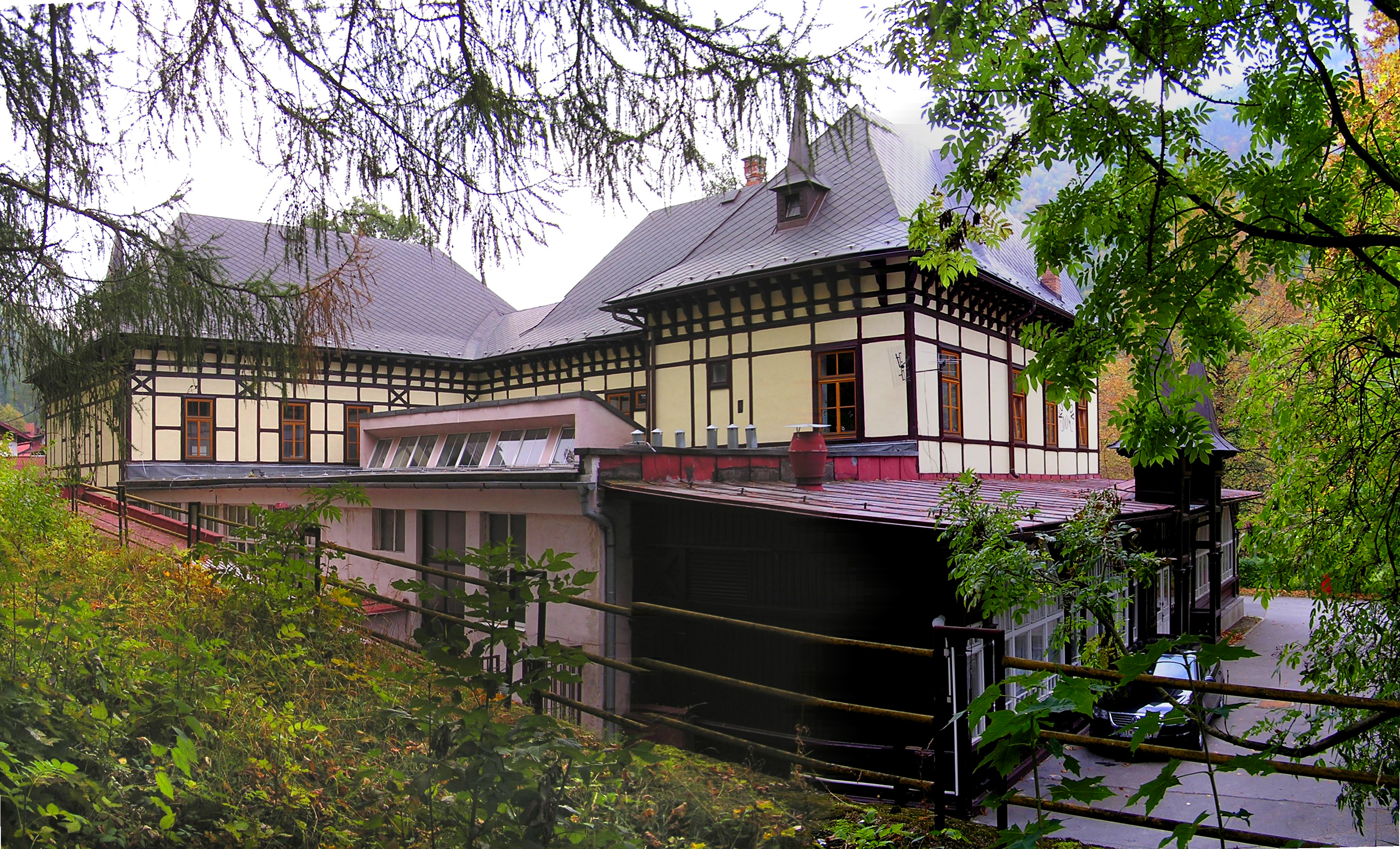
Ľubochňa, Kollárův dům
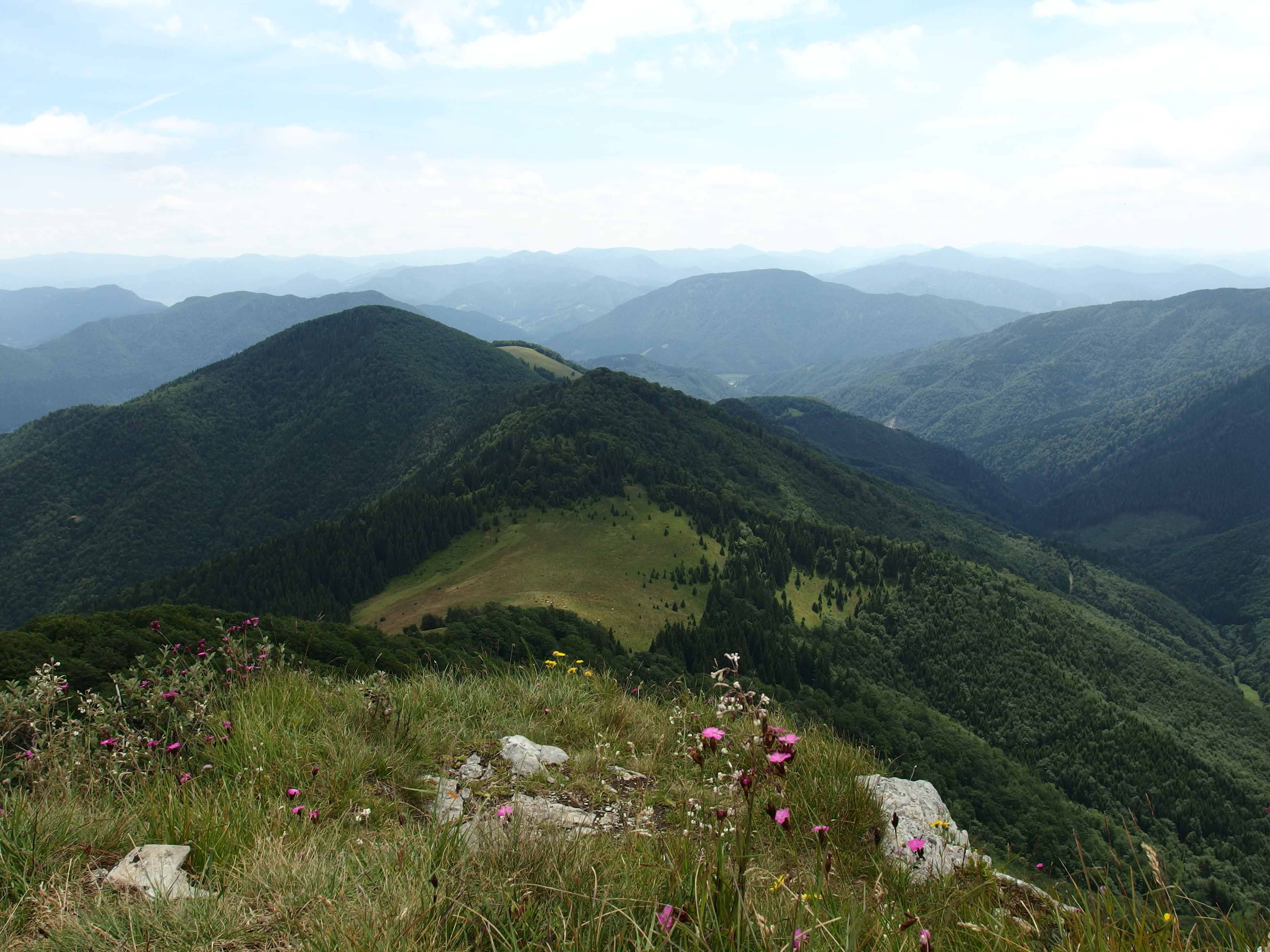
Magura